# پافنوتی چبیشف
پافنوتی لووویچ چبیشف (به روسی: Пафну́тий Льво́вич Чебышёв) (زاده ۱۶ مه ۱۸۲۱ در بوروفسک - درگذشته ۸ دسامبر ۱۸۹۴) ریاضیدان اهل روسیه بود . از کارهای وی می‌توان به تابع چبیشف اشاره کرد.

## زندگی
چبیشف در ۱۶ ماه مه ۱۸۲۱ در "اکتاوو"٬ روستایی کوچک در روسیه غربی٬ در غرب مسکو متولد شد. هنگام تولد او پدرش از ارتش بازنشسته شده بود٬ اما اخیراً در زندگی نظامی اش به عنوان افسر مقابل نیروهای متجاوز ناپلئون جنگیده بود. چبیشف در خانواده‌ای کوچک که جزئی از خانواده‌ای بزرگ با تاریخچه‌ای جالب توجه به دنیا آمد.والدین اش ۹ فرزند داشتند که برخی از آن‌ها شغل پدرشان را پیش گرفتند.
تحصیلات ابتدایی او در خانه شکل گرفت . وی در منزل توانایی‌های اولیه خواندن زبان فرانسه و حساب را یاد گرفت.بعدها زبان فرانسه برای او بسیار سودمند بود چون توانست با تکیه بر آن فرانسه را از نزدیک ببیند و ریاضیات پیچیده را به فرانسوی در همان‌جا بخواند. همین طور زبان فرانسوی بین ریاضیدانان پیشرو اروپایی زبان ارتباطی مؤثری بود.
در سال ۱۸۳۲ وقتی یازده ساله بود٬ خانواده اش به مسکو رفتند.در آنجا او درس خواندن را در خانه ادامه داد ولی در آن زمان توسط پی.ان.پاگورلسکی- کسی که به بهترین مدارس ابتدایی آموزش ریاضیات در مسکو رسیدگی می‌کرد- در ریاضیات آموزش داده می شد. پاگورلسکی نویسنده بعضی از مشهورترین کتب درسی ریاضی مدارس ابتدایی در آن زمان و به‌طور قطع ریاضیات را به دانش آموزان القا می‌کرد و به آن‌ها آموزش قوی ای از ریاضیات می داد.بنابراین٬ چبیشُف خیلی خوب برای درس خواندن در علوم ریاضیات آماده شد. در سال ۱۸۳۷ به دانشگاه مسکو- این دانشگاه در سال ۱۷۵۵تأسیس شد- رفت.

## تابع چبیشُف
تابع اولیه چبیشُف را با علامت ϑ یا θ نشان می‌دهند و به شکل زیر تعریف می‌شود.
{\displaystyle \vartheta (x)=\sum _{p\leq x}\ln p}
برای مثال
{\displaystyle \vartheta (20)=ln(2)+ln(3)+ln(5)+ln(7)+ln(11)+ln(13)+ln(17)+ln(19)=16.08....}
تابع ثانویه چبیشف را با علامت ψ نشان می‌دهند و به شکل زیر تعریف می‌شود.
{\displaystyle \psi (x)=\sum _{p^{k}\leq x}\log p}
برای مثال
{\displaystyle \psi (20)=ln(2)+ln(3)+ln(2)+ln(5)+ln(7)+ln(2)+ln(3)+ln(11)+ln(13)+ln(2)+ln(17)+ln(19)=19.26...}

## روابط تابع چبیشف
{\displaystyle \psi (x)=\sum _{p^{k}\leq x}\log p=\sum _{n\leq x}\Lambda (n)=\sum _{p\leq x}\lfloor \log _{p}x\rfloor \log p,}
در اینجا {\displaystyle \Lambda (n)} تابع منگولد است.
{\displaystyle \psi (x)=\sum _{p\leq x}k\log p}
{\displaystyle \vartheta (x)=\sum _{p\leq x}\log p=\log \prod _{p\leq x}p=\log(x\#).}